# Jason Douglas
Jason Douglas (Arkansas, 14 febbraio 1973) è un attore e doppiatore statunitense.

## Filmografia

### Cinema
- Sin City - regia di Robert Rodriguez  e Frank Miller (2005)
- Grindhouse - Planet Terror - regia di Robert Rodriguez (2007)
- Non è un paese per vecchi - regia di Joel ed Ethan Coen (2007)
- Premonition - regia di Mennan Yapo (2007)
- Machete regia di Robert Rodriguez (2010)
- Jack Reacher - Punto di non ritorno - regia di Edward Zwick  (2016)

### Televisione
- The Lost Room - serie TV (3 episodi) (2006)
- The Librarian 3 - La maledizione del calice di Giuda - film TV - regia di Jonathan Frakes (2008)
- Chase  - serie TV (1 episodio) (2010)
- La strana coppia - serie TV (1 episodio) (2010)
- Breaking Bad - serie TV (3 episodi) (2011-2013)
- Revolution  - serie TV (5 episodi) (2013)
- Nashville - serie TV (7 episodi) (2013-2015)
- Star-Crossed - serie TV (2 episodi) (2014)
- The Walking Dead - serie TV - 25 episodi (2015-2018)
- The Night Shift - serie TV (1 episodio) (2015)
- The Leftovers - Svaniti nel nulla - serie TV (1 episodio) (2017)
- Preacher - serie TV (4 episodi) (2018)
- Cruel Summer - serie TV (4 episodi) (2021)

## Doppiaggio

### Serie televisive anime
- Satoru Kanzaki in Area 88
- Homura in Saiyuki
- Louie in Rune Soldier
- Padre di Chiyo in Azumanga daiō
- Tatsuki Kuroi in GALS!
- Gotou in Kiseiju - L'ospite indesiderato
- Haruaki Akai in Maburaho
- Kiyotsugu Gowa in Gasaraki
- Vincent Bruno in Full Metal Panic!
- Lieral Lieutolu in Densetsu no yūsha no densetsu
- Il Palazzo in Excel Saga
- Magaki, Yoshitsune in Air Gear
- Tomomi Masaoka in Psycho-Pass
- Kuyo in Rosario + Vampire
- Bandoh in Elfen Lied
- Match in Toriko
- Kraft in Level E
- Yujiro Hanma in Baki the Grappler
- Joe Buttataki in Soul Eater
- William Walter Wordsworth in Trinity Blood
- Aokiji in One Piece
- Miche Zacharius in L'attacco dei giganti, Attacco! A scuola coi giganti
- Beerus in Dragon Ball Super
- Fourth Kind in My Hero Academia
- Gueira in Made in Abyss
- Kokuyo in Dr. Stone
- August Ruthven in The Case Study of Vanitas
- Thors in Vinland Saga
- Kishibe in Chainsaw Man
- Masami Kondo in Come dopo la pioggia

### Film d'animazione
- Beerus in Dragon Ball Z - La battaglia degli dei, Dragon Ball Z - La resurrezione di 'F', Dragon Ball Super - Broly, Dragon Ball Super - Super Hero
- Aokiji in One Piece Film: Z
- Uomo in Short Peace
- Archuk in Mass Effect: Paragon Lost
- Edward Uranus III in Appleseed
- Rudolf Hess in Fullmetal Alchemist - The Movie: Il conquistatore di Shamballa

### Videogiochi
- Beerus in Dragon Ball FighterZ, Dragon Ball Xenoverse , Dragon Ball Xenoverse 2, Dragon Ball Z: Battle of Z, Dragon Ball Z: Kakarot
- Krieg in Borderlands, Borderlands 2
- Cruz in Aliens: Colonial Marines
- Sid Back in Deus Ex: Invisible War
- Voci aggiuntive in Duke Nukem Forever
- Nuage / Dagle Bos in Unlimited SaGa

## Doppiatori italiani
Nelle versioni in italiano delle opere in cui ha recitato, Jason Douglas è stato doppiato da:
- Stefano Alessandroni in Jack Reacher - Punto di non ritorno